# Roella triflora
Roella triflora là loài thực vật có hoa trong họ Hoa chuông. Loài này được (R.D.Good) Adamson miêu tả khoa học đầu tiên năm 1952.